# Antigodasa
Antigodasa là một chi bướm đêm thuộc họ Noctuidae.

## Các loài
- Antigodasa rufodiscalis (Rothschild, 1896)